# Pont de Berne

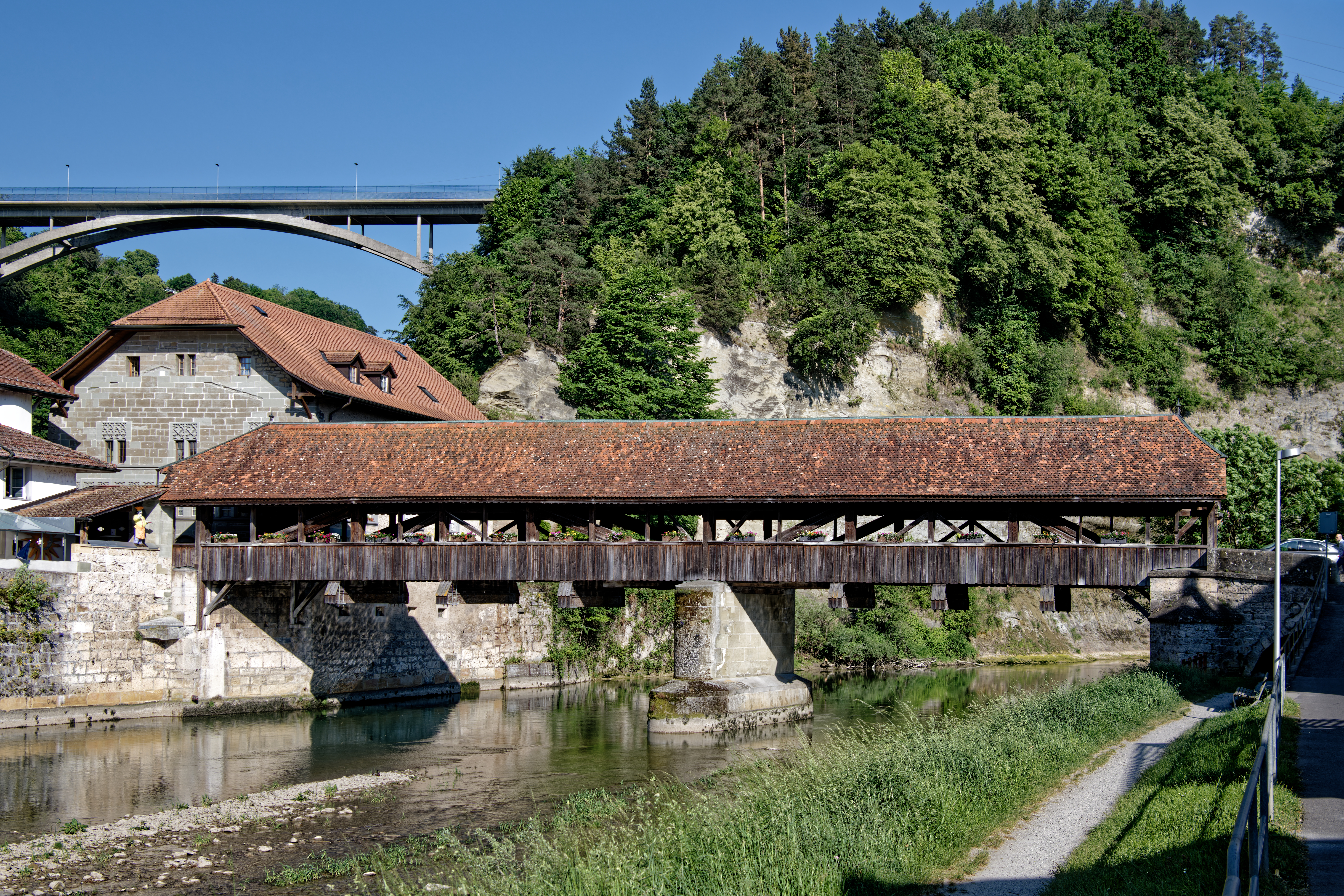
Pont de Berne w widoku od dolnej wody (w głębi Pont du Gottéron)

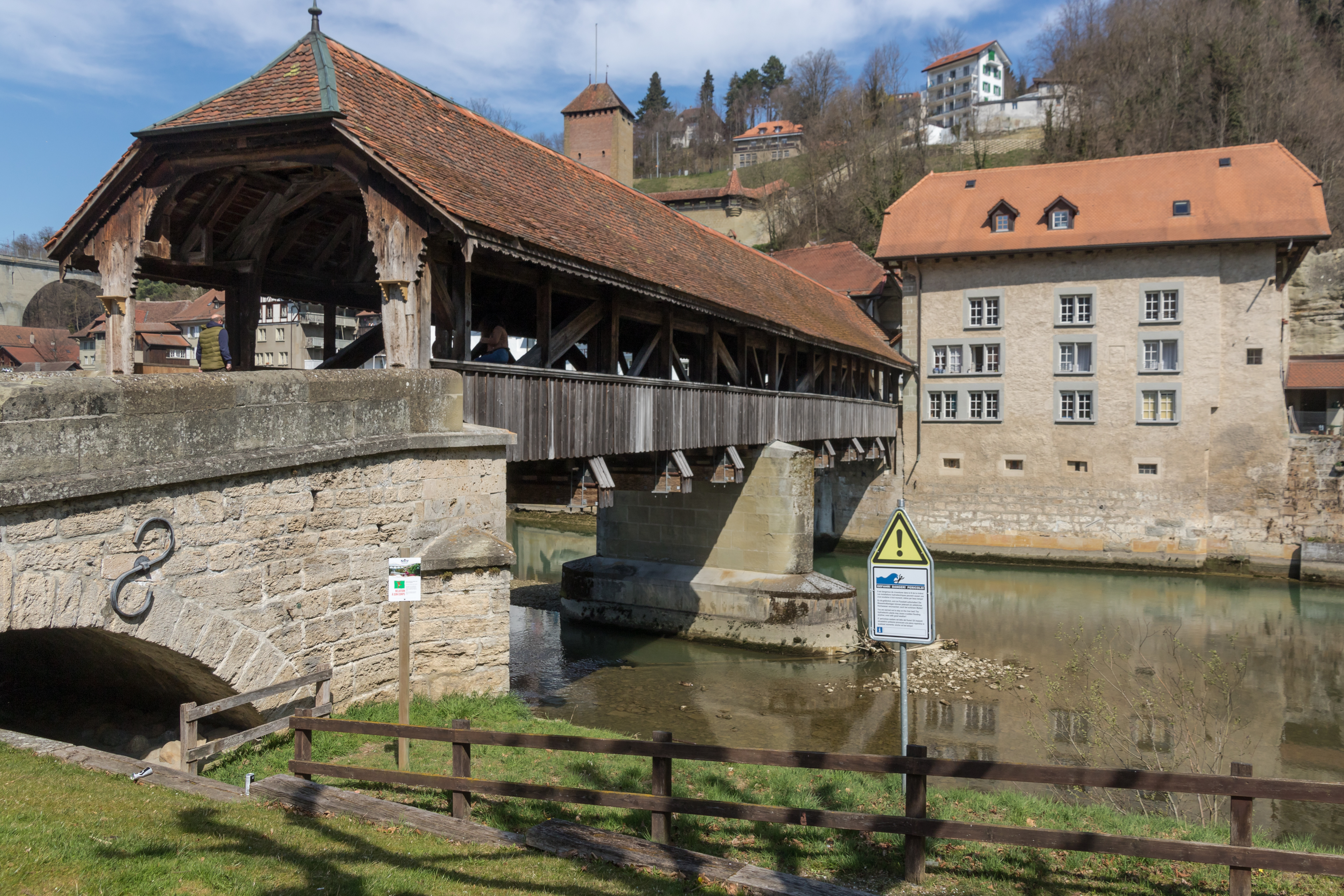
Pont de Berne w widoku od górnej wody

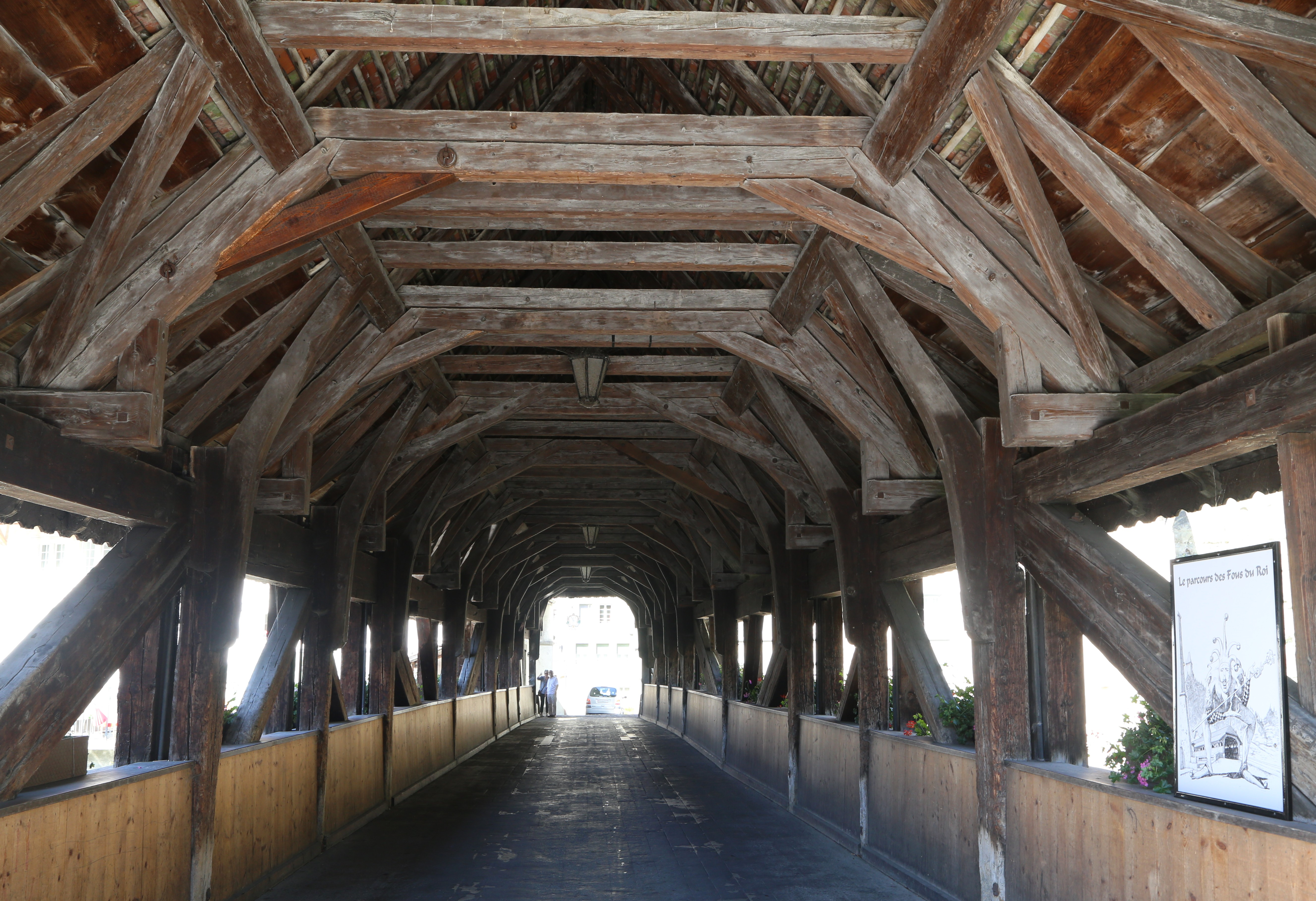
Pont de Berne - konstrukcja

Pont de Berne (niem. Bernbrücke, Most Berneński) – historyczny, drewniany, most drogowy, przerzucony przez rzekę Sarine we Fryburgu w Szwajcarii. Ostatni kryty most we Fryburgu i jeden z niewielu ostatnich tego typu obiektów w całej Szwajcarii. Jest jedną z trzech przepraw średniowiecznych i jednym z pięciu mostów w ogóle we fryburskim Dolnym Mieście (fr. la Basse-Ville). Obecnie łączy Place du Petit-Saint-Jean na lewym („miejskim”) brzegu Sarine i Rue des Forgerons na brzegu prawym.
Specyficzne usytuowanie szwajcarskiego Fryburga w głębokiej dolinie Sarine (niem. Saane), w którym tereny miejskie leżały po obu stronach jej koryta, wymusiło konieczność zapewnienia wygodnej komunikacji między obydwoma brzegami rzeki. Początkowo korzystano jedynie z brodu, przy którym rozwinęło się miasto. Później przeprawę ułatwiał prosty prom. Dopiero w 1250 r., a więc blisko 100 lat po założeniu Fryburga przez Bertholda IV, księcia Zähringen, zbudowano pierwszy most przez rzekę w miejscu, w którym jej koryto było regularne i stosunkowo wąskie. Połączył on najniżej położoną część miasta, zwaną Auge, z prawym brzegiem Sarine, gdzie zaczynał się główny trakt wiodący w kierunku Berna. Pierwotnie jego drewniany, belkowy pomost wsparty był na ustawionych w nurcie rzeki drewnianych kozłach. W 1340 r. podczas ataku Berneńczyków most został przez mieszkańców Fryburga zniszczony (przepiłowany), aby odciąć wrogowi dostęp do miasta.
Z biegiem czasu konstrukcja mostu była zmieniana i remontowana. Obecny obiekt pochodzi z 1653 r., jednak most zachował gotycką formę. Centralny filar, wymurowany z bloków miejscowego piaskowca, odbudowano w latach 1853–54, a obecnie istniejący dach datuje się na 1855 rok.
Do 1838 roku mostu broniła nieistniejąca już wieża bramna, zwana Porte des Mouches, usytuowana w murach Dolnego Miasta, na lewym brzegu rzeki. Na prawym brzegu u wylotu Rue des Forgerons wznosi się do dziś Brama Berneńska (fr. Porte de Berne).
Most ma długość 40,8 m i szerokość 5,8 m (szerokość jezdni wynosi 4,8 m). Maksymalna rozpiętość przęsła wynosi 22,5 m. Drewniana konstrukcja wykonana jest z belek dębowych. Nakryty jest dachem dwuspadowym z naczółkami, krytym dachówką ceramiczną. Wysokość mostu wraz z dachem wynosi 7,25 m. Formalnie dwuprzęsłowy, podparty jest centralnym, kamiennym filarem usytuowanym w nurcie rzeki, jednak posiada jeszcze od strony miasta trzecie, „suche” kamienne przęsło, łukowato sklepione, obecnie częściowo zasypane. Przez drożną część prowadzi idąca wzdłuż brzegu rzeki ścieżka dla pieszych.
Most Berneński we Fryburgu znajduje się na szwajcarskiej liście dóbr kultury o znaczeniu narodowym kantonu Fryburg (fr. Liste des biens culturels d'importance nationale dans le canton de Fribourg).
Most jest w stałym użytkowaniu. Prowadzony jest przez niego w dalszym ciągu ruch samochodowy, włącznie z komunikacją miejską. Ponieważ posiada tylko jedną jezdnię, ruch pojazdów odbywa się wahadłowo i to równocześnie z ruchem pieszych. Pomimo regularnych remontów obecnie (2023) jego dach wymaga znowu uszczelnienia, a szereg dębowych belek wymiany. Poważny remont, obejmujący m.in. wymianę części drewnianych belek konstrukcji, jezdni oraz uzupełnienie ubytków w części murowanej zaplanowano na rok 2024.